# Kanton Sainte-Enimie

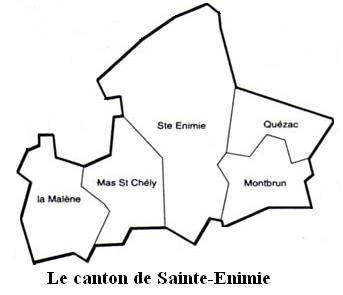
Der Kanton Sainte-Enimie

Der Kanton Sainte-Enimie war bis 2015 ein französischer Wahlkreis im Arrondissement Florac, im Département Lozère und in der ehemaligen Region Languedoc-Roussillon.
Der Kanton umfasste Wahlberechtigte aus folgenden fünf Gemeinden:
| Gemeinde        | Einwohner Jahr | Fläche km² | Bevölkerungsdichte | Code INSEE | Postleitzahl |
| --------------- | -------------- | ---------- | ------------------ | ---------- | ------------ |
| La Malène       | 155 (2013)     | –          | – Einw./km²        | 48088      | 48210        |
| Mas-Saint-Chély | 127 (2013)     | –          | – Einw./km²        | 48141      | 48210        |
| Montbrun        | 101 (2013)     | –          | – Einw./km²        | 48101      | 48210        |
| Quézac          | 342 (2013)     | –          | – Einw./km²        | 48122      | 48320        |
| Sainte-Enimie   | 524 (2013)     | –          | – Einw./km²        | 48146      | 48210        |